# Lohnde
Lohnde ist mit etwa 2.700 Einwohnern der drittgrößte von elf Stadtteilen von Seelze in der Region Hannover, Niedersachsen.

## Geografie
Lohnde liegt nahe der niedersächsischen Landeshauptstadt Hannover zwischen Seelze und Gümmer an der Bundesstraße 441 in einem Dreieck von Mittellandkanal, Leine und der Bahnstrecke Hannover–Minden. Lohnde zählt zum Calenberger Land zwischen Deister und Leine.

## Geschichte
Durch eine erst 2011 wiederentdeckte Urkunde aus dem Jahr 1211 wird ein Grundstücksverkauf bezeugt, von dem auch eine Hofstelle in „Lonae“ betroffen war. Zuvor wurde als erstmalige urkundliche Erwähnung des Dorfes Lohnde das Jahr 1242 angenommen. Dabei handelte es sich um eine Schenkungsurkunde, in der ebenfalls eine Hofstelle erwähnt wurde. Mehrere frühgeschichtliche Funde deuten allerdings auf eine wesentlich frühere menschliche Besiedlung des Gebiets hin.
Ein Sühnekreuz für den Ritter und Harburger Vogt Dietrich von Mandelsloh, der hier 1396 im Satekrieg von Herzog Heinrich I. erstochen wurde, befindet sich in Lohnde. Dietrich war zuvor zusammen mit seinen Brüdern in der Mandelsloher Fehde bekannt geworden.
Um das Jahr 1600 ist Lohnde auf 25 Höfe angewachsen. Im Jahre 1689 zählt das Dorf 192 Einwohner. Im 18. Jahrhundert veränderte sich Lohnde kaum. Erst mit der einsetzenden Industrialisierung, dem ansteigenden Schienengüterverkehr und somit dem Bau des Rangierbahnhofes Seelze 1909 stieg die Einwohnerzahl Lohndes bis 1925 auf rund 700. Der zweite große Einwohnerschub folgte nach dem Zweiten Weltkrieg. Durch den Zustrom von Heimatvertriebenen und Flüchtlingen wurde bald die Tausender-Marke erreicht und etwa 1965 die Marke von 2000 Einwohnern überschritten.
Als zuvor eigenständige Gemeinde wurde Lohnde am 1. März 1974 in die Großgemeinde Seelze (ab dem 1. März 1977 Stadt Seelze) eingegliedert.
Die Herkunft des Ortsnamens ist bis heute nicht abschließend geklärt. Als Herleitungsmöglichkeiten kommen sowohl das altdeutsche Loh für Wald oder Lohne für Wasserlauf in Betracht. Sicher ist zudem auch, dass in Lohnde ein mittelalterliches Adelsgeschlecht de Lon / von Lona ansässig war.

### Einwohnerentwicklung
| 1689: | ca.0 192 |
| 1821: | ca. 0280 |
| 1900: | ca. 0400 |
| 1925: | ca. 0700 |
| 1961: | ca. 1229 |
| 1970: | ca. 2008 |
| 2003: | ca. 2940 |
| 2007: | ca. 2840 |
| 2018: | ca. 2773 |

## Politik

### Ortsrat
Der Ortsrat von Lohnde setzt sich aus 8 stimmberechtigten Ratsfrauen und Ratsherren zusammen.
|      | CDU | Parteilos | SPD | Gesamt  |
| 2021 | 3   | 1         | 4   | 8 Sitze |

Stand: Kommunalwahl am 12. September 2021
Ortsbürgermeister ist Manfred Grages (parteilos).
Stellvertretender Ortsbürgermeister ist Jörg Mahnke (CDU).

### Wappen
Seit 1963 führt Lohnde ein rotes Dreitüllengefäß auf silbernem Grund als Ortswappen. Ein solches Gefäß wurde Anfang der 1940er Jahre in Lohnde gefunden und auf ungefähr 700 bis 100 vor Christus datiert. Der genaue Zweck dieser Art von Gefäß ist bis heute unklar (Entwurf Alfred Brecht 1963).

## Kultur und Sehenswürdigkeiten

Lohnder Bürgerhaus

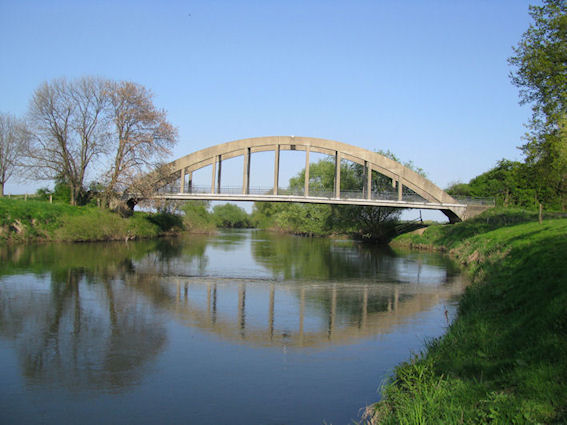
Stahlbetonbrücke über die Leine bei Lohnde

### Bauwerke
- Bürgerhaus
- Evangelisch-lutherische Kirche „Zum Barmherzigen Samariter“
- Kanalbrückenlandschaft mit Sperrtor
- Kanalquerung über die Leine
- Lohnder Leinebrücke

### Grünflächen und Naherholung
- In Lohnde trennt sich der Stichkanal Hannover-Linden vom Mittellandkanal. Die hier entstandene große Wasserfläche bildet das sogenannte "Lohnder Meer" und wird ebenso wie der Kiesteich Lohnde als Naherholungsgebiet genutzt.

### Vereine und Organisationen
- Dive-Team Lohnde
- Freiwillige Feuerwehr Lohnde mit Förderverein
- Judo-Verein Nippon e. V.
- Kleingärtnerverein Seelze/Lohnde e. V.
- Liedertafel Eintracht Lohnde e. V.
- Mechthild Stiftung Lohnde
- Musikverein Lohnde e. V.
- RV „Freie Bahn“ Lohnde
- SC Lohnde von 1996 e. V.
- Shanty-Chor Lohnde e. V.
- Tanzsportclub Rot-Blau Lohnde
- Turnverein Lohnde e. V.
- Verband Christlicher Pfadfinderinnen und Pfadfinder Seelze/Lohnde, Stamm Mechthild von Lona mit Förderverein

## Wirtschaft und Infrastruktur

### Verkehr
Lohnde liegt direkt an der B 441, sowie (über Gümmer) nahe an der BAB 2. Trotz der Nähe zur S-Bahnlinie Hannover-Haste verfügt Lohnde über keinen eigenen Haltepunkt. Die nächsten Haltepunkte sind Seelze und Dedensen/Gümmer. Zwei Buslinien des GVH sichern die Anbindung an den öffentlichen Nahverkehr.

Die Berufs-, Freizeit- und Personenschifffahrt wird am Hafen Lohnde abgefertigt.

### Infrastruktur
Im Gegensatz zu vielen kleineren Ortschaften ist in Lohnde noch weitestgehend eine Infrastruktur erhalten. So gibt es im Ort noch Einzelhandel, Gastronomie, Arztpraxen und eine Apotheke. Auch eine Grundschule gibt es in Lohnde ebenso wie Sportplatz, Festplatz und Bürgerhaus mit Mehrzweckräumen und Turnhalle.
Eine Wache der Freiwilligen Feuerwehr befindet sich im Ort, die nächste Rettungswache befindet sich im benachbarten Seelze.

### Gewerbegebiet
Das Gewerbegebiet Lohnde mit direkter Anbindung an Mittellandkanal und B 441 zählt zu den größten im Seelzer Stadtgebiet.

## Persönlichkeiten
- Johann Egestorff (* 1772 in Lohnde; † 1834), genannt Kalkjohann, Industrieller